# Johann Friedrich Wilhelm Herbst
Johann Friedrich Wilhelm Herbst (Petershagen, 1º novembre 1743 – Berlino, 5 novembre 1807) è stato un naturalista ed entomologo tedesco.

## Alcune opere
- Naturgeschichte der in-und ausländischen Insekten (1785-1806, 10 volumi) (in collaborazione con Carl Gustav Jablonsky)
- Anleitung zur Kenntnis der Insekten (3 volumes, 1784-1786)
- Naturgeschichte der Krabben und Krebse (3 volumes, 1782-1804)
- Einleitung zur Kenntnis der Wür-mer (2 volumes, 1787-1788)
- Natursystem der ungeflügelten Insekten (4 volumes, 1797-1800).